# Ольшанка (Уваровский район)
Ольшанка — село в Уваровском районе Тамбовской области России. 
Входит в Верхнешибряйский сельсовет.

## География
Расположено примерно в 20 км по прямой к северо-востоку от районного центра, города Уварово, и в 5 км к северу от центра сельсовета, села Верхний Шибряй.

## Население
| 2002 | 2010 |
| ---- | ---- |
| 168  | ↗362 |

Согласно результатам переписи 2002 года, в национальной структуре населения русские составляли 98 % от жителей.